# 모리야 리리카
모리야 리리카(森谷りりか, 한국명:리리카)는 일본의 만화·애니메이션 《리리카 SOS》에 등장하는 캐릭터이다. 애니메이션에서 목소리를 연기한 성우는 일본판은 아소 카오리, 한국판은 정미숙이다.

## 소개
본작의 주인공이며, 순수함 그 자체라고 말해도 과언이 아닐 정도의 맑은 모습을 지닌 밝고 건강하고 상냥한 10살짜리 소녀로, 시로바토 학원 4학년 B반 소속이다. 머리모양은 포니테일.

## 작중 활동
간호천사로 변신하며, 머리모양은 변신 전의 포니테일에서 어깨를 지나는 긴머리로 변한다. 이미지 색상은 분홍색.